# Краевая задача
Краевая задача (граничная задача) — задача о нахождении решения заданного дифференциального уравнения (системы дифференциальных уравнений), удовлетворяющего краевым (граничным) условиям в концах интервала или на границе области. Краевые задачи для гиперболических и параболических уравнений часто называют начально-краевыми или смешанными, потому что в них задаются не только граничные, но и начальные условия.

## Обыкновенные дифференциальные уравнения

### Линейные уравнения n-го порядка
Краевая задача для линейного уравнения n-го порядка имеет вид
{\displaystyle L(y)=f(x),\quad U_{\mu }(y)=\gamma _{\mu },\quad \mu =1,2,\dots ,m,}
где
{\displaystyle L(y)=\sum _{\nu =0}^{n}f_{\nu }(x)y^{(\nu )},}
функции {\displaystyle f(x)} и {\displaystyle f_{\nu }(x)} непрерывны на отрезке {\displaystyle a\leq x\leq b}, {\displaystyle f_{n}(x)\neq 0}, краевые условия заданы линейными формами
{\displaystyle U_{\mu }(y)=\sum _{k=0}^{n-1}\left[\alpha _{\mu }^{(k)}y^{(k)}(a)+\beta _{\mu }^{(k)}y^{(k)}(b)\right],\quad \mu =1,2,\dots ,m,}
{\displaystyle \gamma _{\mu }} — заданные числа. Матрица, составленная из коэффициентов {\displaystyle \alpha _{\mu },\beta _{\mu }} имеет ранг {\displaystyle m}, при этом краевые условия линейно независимы. Если {\displaystyle \gamma _{\mu }=0} и {\displaystyle f(x)\equiv 0}, краевая задача называется однородной, если только {\displaystyle \gamma _{\mu }=0} — полуоднородной.

### Задача на собственные значения
Собственными значениями называются те значения параметра {\displaystyle \lambda }, при которых однородная краевая задача
{\displaystyle L(y)+\lambda g(x)y=0,\quad U_{\mu }(y)=0,\quad \mu =1,2,\dots ,m,}
имеет нетривиальное (т.е. не равное тождественно нулю) решение. Совокупность собственных значений  
называют спектром, а соответствующие нетривиальные решения — собственными функциями этой задачи.
Если {\displaystyle \varphi _{1}(x,\lambda ),\varphi _{2}(x,\lambda ),\dots ,\varphi _{n}(x,\lambda )} — фундаментальная система решений рассматриваемого дифференциального уравнения, такая что
{\displaystyle \varphi _{p}^{(q)}(a,\lambda )=\left\{{\begin{array}{l}1,\quad q=p-1,\\0,\quad q\neq p-1.\end{array}}\right.\quad p=1,2,\dots ,n,\quad q=0,\dots ,n-1,}
то собственные значения являются нулями характеристического детерминанта (определителя)
{\displaystyle \Delta (\lambda )=\det[U_{\mu }(\varphi _{\nu })]}. Если {\displaystyle \Delta (\lambda )\not \equiv 0}, то множество собственных значений не более чем счётно как множество нулей целой функции.
Для краевой задачи на собственные значения решаются следующие две стандартные проблемы:
- Задача о нахождении собственных значений. При каких предположениях относительно краевой задачи у неё существуют собственные значения? В каком случае их число бесконечно? Когда они действительны? Что можно сказать об их величине?
- Задача о разложении по собственным функциям. Если {\displaystyle u_{\nu }(x)} — собственные функции краевой задачи, то при каких условиях заданная функция {\displaystyle F(x)} может быть разложена в сходящийся ряд

{\displaystyle F(x)=\sum c_{\nu }u_{\nu }(x)}
по функциям {\displaystyle u_{\nu }(x)}?
Частным случаем краевой задачи на собственные значения является задача Штурма-Лиувилля:
{\displaystyle {\frac {d}{dx}}\left[p(x){\frac {dy}{dx}}\right]-q(x)y+\lambda \rho (x)y=0}
{\displaystyle {\begin{array}{l}\alpha _{1}y'(a)+\beta _{1}y(a)=0,\qquad \alpha _{1}^{2}+\beta _{1}^{2}\neq 0;\\\alpha _{2}y'(b)+\beta _{2}y(b)=0,\qquad \alpha _{2}^{2}+\beta _{2}^{2}\neq 0;\\\end{array}}}

### Функция Грина
| Теорема 1. Если однородная краевая задача {\displaystyle L(y)=0,\,U_{\mu }(y)=0,\,\mu =1,2,\dots ,n} имеет только тривиальное (нулевое) решение, то для любой функции {\displaystyle f(x)}, непрерывной на отрезке {\displaystyle [a,b]}, существует решение полуоднородной краевой задачи {\displaystyle L(y)=f,\,U_{\mu }(y)=0,\,\mu =1,2,\dots ,n}, задаваемое формулой {\displaystyle y(x)=\int _{a}^{b}G(x,\xi )f(\xi )d\xi ,} где {\displaystyle G(x,\xi )} — функция Грина однородной краевой задачи. |

С точки зрения теории операторов, краевая задача задает линейный дифференциальный оператор с областью определения, состоящей из {\displaystyle n} раз непрерывно дифференцируемых на отрезке {\displaystyle [a,b]} функций {\displaystyle y}, удовлетворяющих краевым условиям {\displaystyle U_{\mu }(y)=0}, и действующий по правилу {\displaystyle L(y)}. При условиях теоремы 1 этот оператор имеет обратный, который является интегральным оператором с ядром {\displaystyle G(x,\xi )}.
Функция Грина {\displaystyle G(x,\xi )} однородной краевой задачи определяется как функция, удовлетворяющая следующим условиям:
1. {\displaystyle G(x,\xi )} непрерывна и имеет непрерывные производные по {\displaystyle x} до {\displaystyle (n-2)}-го порядка включительно для всех значений {\displaystyle x} и {\displaystyle \xi } из интервала {\displaystyle [a,b]}.
2. При любом фиксированном {\displaystyle \xi } из отрезка {\displaystyle [a,b]} функция {\displaystyle G(x,\xi )} имеет непрерывные производные {\displaystyle (n-1)}-го и {\displaystyle n}-го порядка по {\displaystyle x} в каждом из интервалов {\displaystyle [a,\xi )} и {\displaystyle (\xi ,b]}, причем производная {\displaystyle (n-1)}-го порядка имеет при {\displaystyle x=\xi } скачок {\displaystyle {\frac {1}{f_{n}(x)}}}.
3. В каждом из интервалов {\displaystyle [a,\xi )} и {\displaystyle (\xi ,b]} функция {\displaystyle G(x,\xi )}, рассматриваемая как функция от {\displaystyle x}, удовлетворяет уравнению {\displaystyle L(G)=0} и краевым условиям {\displaystyle U_{\mu }(G)=0,\,\mu =1,2,\dots ,n}.

| Теорема 2. Если однородная краевая задача имеет только тривиальное (нулевое) решение, то у неё существует единственная функция Грина. |

С помощью функции Грина можно решить и неоднородную краевую задачу
{\displaystyle L(y)=f(x),\quad U_{\mu }(y)=\gamma _{\mu },\quad \mu =1,2,\dots ,n.}
Решение имеет вид
{\displaystyle y=\int _{a}^{b}G(x,\xi )f(\xi )d\xi +\sum _{k=1}^{n}\gamma _{k}\psi _{k}(x),}
где {\displaystyle \psi _{k}(x)} — решения краевых задач
{\displaystyle L(y)=0,\quad U_{k}(y)=1,\quad U_{\mu }(y)=0,\quad \mu \neq k,\quad \mu =1,2,\dots ,n.}
Краевая задача с параметром 
{\displaystyle L(y)=\lambda y+f(x),\quad U_{\mu }(y)=0,\quad \mu =1,2,\dots ,n,}
эквивалентна интегральному уравнению Фредгольма второго рода:
{\displaystyle y(x)=\lambda \int _{a}^{b}G(x,\xi )y(\xi )d\xi +g(x),}
где
{\displaystyle g(x)=\int _{a}^{b}G(x,\xi )f(\xi )d\xi .}
Собственные значения и собственные функции соответствующей однородной краевой задачи совпадают с характеристическими числами и собственными функциями ядра {\displaystyle G(x,\xi )}.

### Системы линейных дифференциальных уравнений
Краевая задача состоит в отыскании системы функций {\displaystyle u_{1}(x),u_{2}(x),\dots ,u_{n}(x)}, удовлетворяющей системе линейных дифференциальных уравнений
{\displaystyle u'_{\mu }=\sum _{\nu =1}^{m}f_{\mu ,\nu }(x)u_{\nu }+f_{\mu }(x),\quad \mu =1,2,\dots ,m,}
и краевым условиям
{\displaystyle U_{\mu }(u)=\gamma _{\mu },\quad \mu =1,2,\dots ,n,}
где {\displaystyle f_{\mu },f_{\mu ,\nu }} — функции, непрерывные на отрезке {\displaystyle a\leq x\leq b},
{\displaystyle U_{\mu }(u)=\sum _{k=1}^{n}\left[\alpha _{\mu ,k}u_{k}(a)+\beta _{\mu ,k}u_{k}(b)\right],}
матрица
{\displaystyle (\alpha ,\beta )=\left({\begin{array}{llllll}\alpha _{1,1}&\dots &\alpha _{1,n}&\beta _{1,1}&\dots &\beta _{1,n}\\\dots &\dots &\dots &\dots &\dots &\dots \\\alpha _{n,1}&\dots &\alpha _{n,n}&\beta _{n,1}&\dots &\beta _{n,n}\\\end{array}}\right)}
имеет ранг {\displaystyle n}, {\displaystyle \gamma _{\mu }} — заданные числа.

### Численные методы решения
Большинство численных методов решения краевых задач разработано для уравнений второго порядка.
- Метод стрельбы (пристрелки). Решается задача Коши, у которой одно из начальных условий совпадает с краевым условием, а второе зависит от параметра. Значение параметра подбирается так, чтобы решение удовлетворяло второму краевому условия. Для подбора параметра можно использовать, например, метод бисекции или метод Ньютона.[10]
- Метод параллельной стрельбы. Является обобщением метода стрельбы.
- Метод конечных разностей. Строится конечно-разностная аппроксимация уравнения и краевых условий и решается система линейных алгебраических уравнений.[11][12]
- Вариационные методы (метод Ритца, метод Галёркина).[13][14][15]
- Метод интегральных уравнений. Краевая задача при помощи функции Грина заменяется интегральным уравнением, которое решается с помощью квадратурных формул. [16]
- Метод суперпозиции. Решение краевой задачи находится как линейная комбинация решений нескольких задач Коши.[17]
- Метод прогонки (не путать с методом прогонки для решения трёхдиагональных систем линейных алгебраических уравнений). Решение краевой задачи

{\displaystyle y''=p(x)y+q(x),\quad y'(a)=\alpha _{0}y(a)+\alpha _{1},\quad y'(b)=\beta _{0}y(b)+\beta _{1}}
удовлетворяет дифференциальному уравнению
{\displaystyle y'(x)=\alpha _{0}(x)y(x)+\alpha _{1}(x)\quad (*)},
где функции {\displaystyle \alpha _{0}(x),\alpha _{1}(x)} находятся как решения задачи Коши
{\displaystyle \alpha '_{0}(x)+\alpha _{0}^{2}(x)=p(x),\quad \alpha _{0}(a)=\alpha _{0},}
{\displaystyle \alpha '_{1}(x)+\alpha _{0}(x)\alpha _{1}(x)=q(x),\quad \alpha _{1}(a)=\alpha _{1}.}
Затем {\displaystyle y(x)} находится как решение уравнения (*) удовлетворяющее начальному условию {\displaystyle y'(b)=\alpha _{0}(b)y(b)+\alpha _{1}(b)}.

### Применение
Задачи о продольных и крутильных колебаниях упругого стержня приводят к краевым задачам для уравнения второго порядка, задача о поперечных колебаниях стержня — к уравнению четвертого порядка. Решение уравнений в частных производных по методу Фурье приводит к задаче нахождения собственных значений и собственных функций краевой задачи, а также разложения произвольной функции в ряд по собственным функциям.

## Уравнения в частных производных

### Обозначения
Пусть {\displaystyle G} — ограниченная область в {\displaystyle \mathbb {R} ^{n}} с кусочно-гладкой границей {\displaystyle S}, {\displaystyle n} — вектор нормали к границе {\displaystyle S}, направленный вовне области {\displaystyle G}, {\displaystyle {\frac {\partial u}{\partial n}}} — производная по направлению нормали,
{\displaystyle Q_{\infty }=G\times (0,\infty )}. Функции {\displaystyle p,q,\alpha ,\beta ,\rho } удовлетворяют условиям:
{\displaystyle p\in C^{1}({\bar {G}}),\quad q\in C({\bar {G}}),\quad p(x)>0,\quad q(x)\geq 0,\quad x\in G,}
{\displaystyle \alpha \in C(S),\quad \beta \in C(S),\quad \alpha (x)\geq 0,\quad \beta (x)\geq 0,\quad \alpha (x)+\beta (x)>0,\quad x\in S,}
{\displaystyle \rho \in C({\bar {G}}),\quad \rho (x)>0,\quad x\in {\bar {G}}.}
Здесь {\displaystyle {\bar {G}}=G\cup S} — замыкание области {\displaystyle G},  {\displaystyle C({\bar {G}})} — множество функций, непрерывных в {\displaystyle {\bar {G}}}, {\displaystyle C^{k}({\bar {G}})} — множество функций, {\displaystyle k} раз непрерывно дифференцируемых в {\displaystyle {\bar {G}}}.

### Уравнения гиперболического типа
Смешанная (краевая) задача для уравнения гиперболического типа — это задача нахождения функции {\displaystyle u(x,t)\in C^{2}(Q_{\infty })\cap C^{1}({\bar {Q}}_{\infty })}, удовлетворяющей уравнению
{\displaystyle \rho {\frac {\partial ^{2}u}{\partial t^{2}}}={\mbox{div}}\,(p\,{\mbox{grad}}\,u)-qu+F(x,t),\quad (x,t)\in Q_{\infty },}
начальным условиям
{\displaystyle u_{|t=0}=u_{0}(x),\quad {\frac {\partial u}{\partial t}}_{|t=0}=u_{1}(x),\quad x\in {\bar {G}},}
и граничному условию
{\displaystyle \alpha u+\beta {\frac {\partial u}{\partial n}}|_{S}=0.}
Для существования решения необходимо, чтобы выполнялись условия гладкости
{\displaystyle F\in C(Q_{\infty }),\quad u_{0}\in C^{1}({\bar {G}}),\quad u_{1}\in C({\bar {G}})}
и условие согласованности
{\displaystyle \alpha u_{0}+\beta {\frac {\partial u_{0}}{\partial n}}=0}.
Решение смешанной задачи единственно и непрерывно зависит от {\displaystyle u_{0},u_{1},F}.

### Уравнения параболического типа
Смешанная (краевая) задача для уравнения параболического типа состоит в нахождении функции {\displaystyle u(x,t)\in C^{2}(Q_{\infty })\cap C^{1}({\bar {Q}}_{\infty }),\,{\mbox{grad}}_{x}\,u\in C({\bar {Q}}_{\infty })}, удовлетворяющей уравнению
{\displaystyle \rho {\frac {\partial u}{\partial t}}={\mbox{div}}\,(p\,{\mbox{grad}}\,u)-qu+F(x,t),\quad (x,t)\in Q_{\infty },}
начальному условию
{\displaystyle u_{t=0}=u_{0}(x),\quad x\in {\bar {G}},}
и граничному условию
{\displaystyle \alpha u_{0}+\beta {\frac {\partial u}{\partial n}}=v(x,t),\quad (x,t)\in S\times [0,\infty ).}
Для существования решения необходимы следующие условия гладкости
{\displaystyle F\in C(Q_{\infty },\quad u_{0}\in C({\bar {G}}),\quad v\in C(S\times [0,\infty )),}
и условие согласованности
{\displaystyle \alpha u_{0}+\beta {\frac {\partial u_{0}}{\partial n}}|_{S}=v(x,0).}
Решение смешанной задачи единственно и непрерывно зависит от {\displaystyle F,u_{0},v}.

### Уравнения эллиптического типа
Изучаются следующие краевые задачи для трехмерного уравнения Лапласа
{\displaystyle \Delta u=0}.
Пусть область {\displaystyle G\in \mathbb {R} ^{3}} такова, что {\displaystyle G_{1}=\mathbb {R} ^{3}\backslash G}.
- Внутренняя задача Дирихле: найти гармоническую в области {\displaystyle G} функцию {\displaystyle u\in C({\bar {G}})}, принимающую на границе {\displaystyle S} заданные (непрерывные) значения {\displaystyle u_{0}^{-}}.
- Внешняя задача Дирихле: найти гармоническую в области {\displaystyle G_{1}} функцию {\displaystyle u\in C({\bar {G}}_{1})}, принимающую на {\displaystyle S} заданные (непрерывные) значения {\displaystyle u_{0}^{+}} и обращающуюся в нуль на бесконечности.
- Внутренняя задача Неймана: найти гармоническую в области {\displaystyle G} функцию {\displaystyle u\in C({\bar {G}})}, имеющую на {\displaystyle S} заданную (непрерывную) правильную нормальную производную {\displaystyle u_{1}^{-}}.
- Внешняя задача Неймана: найти гармоническую в области {\displaystyle G_{1}} функцию {\displaystyle u\in C({\bar {G}}_{1})}, имеющую на  {\displaystyle S} заданную (непрерывную) правильную нормальную производную {\displaystyle u_{1}^{+}} и обращающуюся в нуль на бесконечности.

Аналогичные краевые задачи ставятся для уравнения Пуассона:
{\displaystyle \Delta u=-f}.
Решение внутренней и внешней задач Дирихле единственно и непрерывно зависит от граничных данных. Решение внутренней задачи Неймана определяется с точностью до произвольной аддитивной постоянной. Решение внешней задачи Неймана единственно.

### Методы решения
- Метод разделения переменных[24][25]
- Метод распространяющихся волн (для уравнений гиперболического типа)[26]
- Метод функции Грина (для уравнений эллиптического типа)[27]
- Разностные методы.[28]
- Вариационные методы.[29]
- Метод конечных элементов.

### Обыкновенные дифференциальные уравнения
- Камке Э. Справочник по обыкновенным дифференциальным уравнениям. Пер. с нем.. — 4-е изд., испр.. — М.: Наука, Гл. ред. физ-мат. лит., 1971. — 576 с.
- Наймарк М. А. Линейные дифференциальные операторы. — М.: Наука, Гл. ред. физ.-мат. лит., 1969.

### Уравнения в частных производных
- Владимиров В. С., Жаринов В. В. Уравнения математической физики. — Физматлит, 2004. — ISBN 5-9221-0310-X.
- Тихонов А. Н., Самарский А. А. Уравнения математической физики: Учебное пособие.. — 6-е изд., испр. и доп.. — М.: Изд-во МГУ, 1999. — 798 с. — ISBN 5-211-04138-0.

### Численные методы
- На Ц. Вычислительные методы решения прикладных граничных задач. Пер. с англ.. — М.: Мир, 1982. — 286 с.
- Березин И. С., Жидков Н. П. Методы вычислений. Том II. — М.: Гос. изд-во физ.-мат.лит., 1959.
- Калиткин Н. Н. Численные методы. — М.: Наука, 1978.
- Гулин А. В.,Самарский А. А. Численные методы:учебное пособие для вузов. — М.: Наука, гл. ред. физ.-мат. лит., 1989. — 432 с. — ISBN 5-02-013996-3.